# Vicente Gambardella
Vicente Antonio Gambardella Garaffo (* 5. Oktober 1932) ist ein ehemaliger argentinischer Fußballspieler. Der Stürmer spielte für Vereine in Argentinien, Chile und Peru.

## Karriere
Vicente Gambardella begann seine Karriere beim Quilmes AC. 1951 wechselte der Offensivspieler zu River Plate, wo er vier Jahre spielte. In Argentinien lief Gambardella noch für den CA Huracán, Estudiantes de La Plata und zum Abschluss seiner Karriere für Ferro Carril Oeste auf. Auslandserfahrung sammelte der Angreifer in Chile beim CD Universidad Católica 1957 und in Peru bei Atlético Chalaco 1958.